# 2 Days to Vegas
2 Days to Vegas és un videojoc d'acció i aventura en 3a persona creat per l'empresa Steel Monkeys. L'acció passa en algunes ciutats dels EUA durant un període de 48 hores.